# Sympiesis swezeyi
Sympiesis swezeyi är en stekelart som beskrevs av Yoshimoto och Ishii 1965. Sympiesis swezeyi ingår i släktet Sympiesis och familjen finglanssteklar.
Artens utbredningsområde är Guam. Inga underarter finns listade i Catalogue of Life.